# Giotto (sonda espacial)
Giotto fue una misión no tripulada de la ESA, lanzada el 2 de julio de 1985 mediante un cohete Ariane 1 (vuelo V14), que estudió el cometa 1P/Halley. La sonda fue nombrada en honor del pintor italiano Giotto di Bondone, el cual pintó la estrella de Belén como el cometa Halley. 
El 13 de marzo de 1986 Giotto se aproximó a 596 km del núcleo del cometa, siendo la sexta sonda de la humanidad en aproximarse a uno de estos objetos (Después de las sondas ICE/ISEE 3, Vega 1, Vega 2, Suisei y Sakigake), y última de la Halley Armada. Durante el encuentro la cámara de televisión de la sonda fue destruida por las partículas de polvo provenientes del cometa. Cabe destacar que la traslación del Halley es retrógrada, por lo que la velocidad de la sonda con respecto al núcleo era de 70 km/s, de ahí el gran daño que generaban esas partículas.

## Misión al cometa Grigg-Skellerup
Después del encuentro con el Halley, la trayectoria de Giotto fue ajustada de cara a su misión al cometa 26P/Grigg-Skjellerup y sus instrumentos fueron apagados, realizando una maniobra de asistencia gravitatoria con la Tierra el 15 de marzo de 1986, a una distancia de 22.730 km. 
El 2 de julio de 1990 la sonda fue reactivada para preparar el sobrevuelo al Grigg-Skjellerup. 
El 10 de julio de 1992, la sonda pasó a aproximadamente 200 kilómetros del núcleo del cometa 26P pasando por el lado en sombra de este.
Después del encuentro con su segundo cometa la sonda fue apagada nuevamente el 23 de julio de 1992
En 1999 sobrevoló la Tierra por segunda vez pero no fue reactivada.

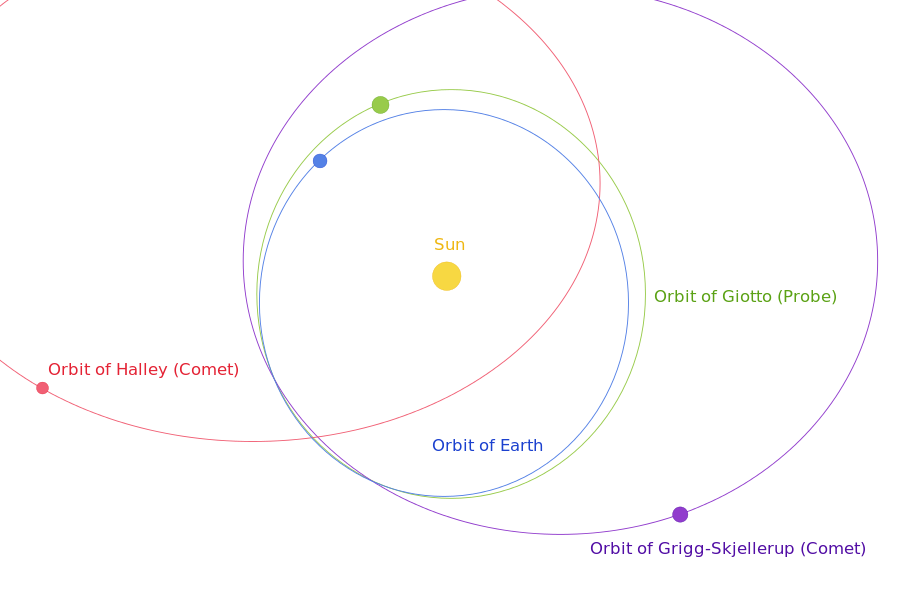
Trayectoria de la sonda Giotto, junto a las órbitas del Halley y el Grigg-Skjellerup